# Coccocypselum hirsutum
Coccocypselum hirsutum är en måreväxtart som beskrevs av Friedrich Gottlieb Bartling och Dc.. Coccocypselum hirsutum ingår i släktet Coccocypselum och familjen måreväxter. Inga underarter finns listade i Catalogue of Life.